# Rojc
Rojc je priimek v Sloveniji in tujini. Po podatkih Statističnega urada Republike Slovenije je na dan 1. januarja 2011 v Slovenjiji uporabljalo ta priimek 914 oseb.

## Znani slovenski nosilci priimka
- Aleksander Rojc (1949—2022), pianist, glasbeni pedagog, skladatelj, muzikolog, publicist, raziskovalec (Trst)
- Anton Rojc (1820—1876), pravnik in strokovni pisec (umrl v Zagrebu)
- Boštjan Rojc, saksofonist
- Branko Rojc (*1941), geodet, kartograf
- Davorin Rojc (*1947), slikar
- Emil Rojc (*1940), sociolog in politolog; šolski politik in zadnji direktor politične šole J. B. Tita v Kumrovcu
- Emil Rojc (*1958), župan Ilirske Bistrice
- Franc Rojc - Jurko (1924—2022), prvoborec
- Jasmina Rojc, slikarka, risarka
- Katarina Rojc, kaligrafka
- Matej Rojc (*1993), košarkar
- Mateja Rojc (*1977), umetnica
- Metka Rojc (*1939), oblikovalka zvoka, radijska režiserka
- Milan Rojc (1855—1946), odvetnik in minister slov. rodu na Hrvaškem
- Natalija Rojc Črnčec (*1972), slikarka, likovna pedagoginja
- Tatjana Rojc (*1961), literarna zgodovinarka, pesnica, pisateljica, publicistka, pevka (v Italiji)
- Tone (Anton) Rojc, slikar
- Tonja Rojc Ponebšek (1903—1990), igralka
- Uroš Rojc, fotograf
- Vida (s. Justina) Rojc (1922—2014), redovnica, zdravnica
- Vinko Rojc (1935—2015), glasbeni snemalec, producent

## Znani tuji nosilci priimka
- Milan Rojc (1855—1946), hrvaški pravnik in politik